# Медоу Парк
Медоу Парк (англ. Meadow Park), спонсорское название «LV Bet Stadium Meadow Park», — футбольный стадион в Боремвуде, Хартфордшир, Англия. Это домашняя арена «Борем Вуд», также на нём проводят свои домашние матчи молодёжная и женская команда «Арсенала».
Также название «Медоу Парк» носит и общественный парк, в котором расположена эта футбольная арена; в нём есть детские игровые площадки, теннисные корты, многопрофильные спортивные корты (корты для сразу нескольких видов спорта), интерактивные площадки, теневой навес, футбольные поля, открытое травянистое поле и луг с полевыми цветами.
Рекорд посещаемости стадиона был зафиксирован 6 декабря 2021 года в рамках второго раунда Кубка Англии против «Сент-Олбанс Сити». Рекорд составляет 4 101 человек.

## История
В 1963 году «Борем Вуд» переехал на «Медоу Парк» со стадиона на Элдон Авеню. Вскоре после этого была построена новая главная трибуна. Она была снесена в 1999 году и заменена трибуной с консольной крышей. Новая Западная трибуна была открыта в 2014 году. В 2019 году была открыта новая трибуна «North Bank», получившая название по одной из трибун бывшего стадиона «Арсенала» — Хайбери.